# Żebrki
Żebrki – wieś w Polsce położona w województwie podlaskim, w powiecie kolneńskim, w gminie Grabowo.
W 1437 roku książę Władysław I nadaje 10 włók dla rycerza Klemensa z Kijewic, a więc Żebro. Klemens Żebro miał dostarczyć 500 sztuk drzewa do brzegu Wissy jako zapłatę za te włóki, na których powstała wieś Żebry-Łubianka, dziś Żebrki.
Na przełomie lat 1783/1784 wieś leżała w parafii Grabowo, dekanat wąsoski diecezji płockiej i była własnością trzech rodzin szlacheckich: Gełembiewskich, Szymanowskiego i Zebrowskich. W latach 1975–1998 miejscowość administracyjnie należała do województwa łomżyńskiego.
Wierni kościoła rzymskokatolickiego należą do parafii św. Jana Chrzciciela w Grabowie.